# Ёнэдзава, Фумико
Фумико Ёнэдзава (米沢 富美子; 19 октября 1938, Суйта, Осака — 17 января 2019, Токио) — японский физик-теоретик. Она исследовала полупроводники и жидкие металлы.
Ёнэдзава получила степень бакалавра, магистра и доктора философии в Киотском университете и провела год, занимаясь исследованиями в Килском университете в Соединённом Королевстве во время учёбы в докторантуре. Она работала с группой учёных из Университета Кейо, моделируя аморфные структуры с помощью компьютеров, а затем создавая их визуализацию.
В 1996 году она стала президентом Физического общества Японии, став первой женщиной, занявшей этот пост. в 1984 году она была награждена премией Сарухаси, а в 2005 году — премией L’Oréal-UNESCO для женщин в науке за «новаторскую теорию и компьютерное моделирование аморфных полупроводников и жидких металлов». Умерла 17 января 2019 года в возрасте 80 лет.

## Некоторые публикации
- Yonezawa, Fumiko (1973). Coherent Potential Approximation. Progress of Theoretical Physics Supplement. 53: 1–76. Bibcode:1973PThPS..53....1Y. doi:10.1143/PTPS.53.1.
- Nosé, Shuichi (1986). Isothermal–isobaric computer simulations of melting and crystallization of a Lennard-Jones system. The Journal of Chemical Physics. 84 (3): 1803. Bibcode:1986JChPh..84.1803N. doi:10.1063/1.450427.
- Yonezawa, F. (1 октября 1968). A Systematic Approach to the Problems of Random Lattices. I: A Self-Contained First-Order Approximation Taking into Account the Exclusion Effect. Progress of Theoretical Physics. 40 (4): 734–757. Bibcode:1968PThPh..40..734Y. doi:10.1143/PTP.40.734.
- Yonezawa, Fumiko (March 1966). Note on Electronic State of Random Lattice. II. Progress of Theoretical Physics. 35 (3): 357–379. Bibcode:1966PThPh..35..357Y. doi:10.1143/PTP.35.357.

## Примечания

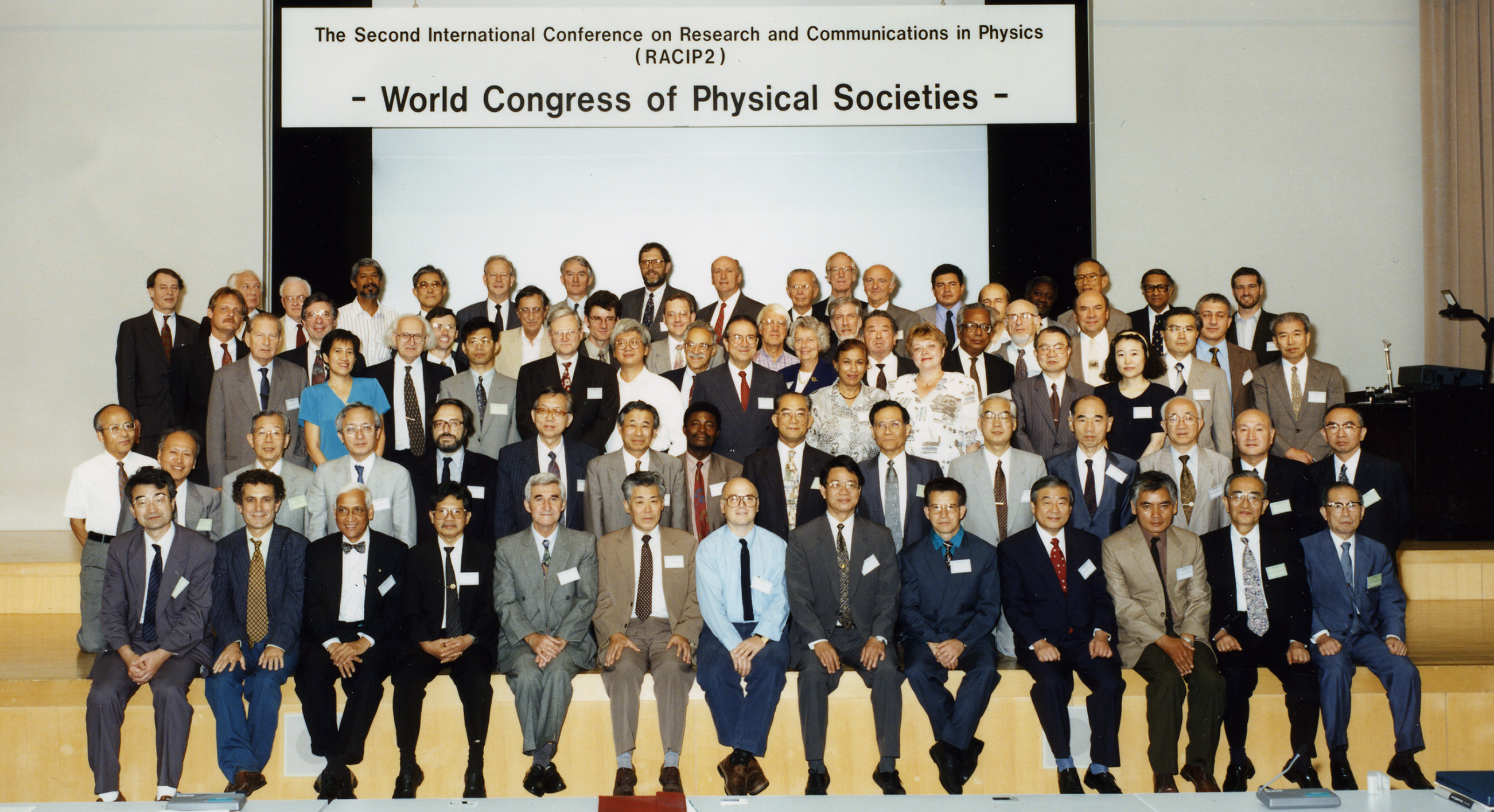
Фумико Ёнэдзава среди участников Второй международной конференции по исследованиям и коммуникациям в области физики